# إدارة الخدمات العامة (الولايات المتحدة)
جينا نمسي عليكم 
' (بالإنجليزية: General Services Administration)‏ (اختصارًا: GSA) هي وكالة مستقلة تابعة لحكومة الولايات المتحدة تأسست عام 1949 للمساعدة في إدارة ودعم الأداء الأساسي للوكالات الفيدرالية. توفر الإدارة المنتجات والاتصالات لمكاتب الحكومة الأمريكية، وتوفر وسائل النقل والمساحات المكتبية للموظفين الفيدراليين، وتطور سياسات تقليل التكلفة على مستوى الحكومة ومهام الإدارة الأخرى. 
توظف حوالي 12000 عامل فيدرالي ولديها ميزانية تشغيل سنوية تقارب 20.9 مليار دولار أمريكي. وتشرف على 66 مليار دولار من المشتريات سنويًا. يساهم في إدارة حوالي 500 مليار دولار في الممتلكات الفيدرالية الأمريكية، مقسمة بشكل رئيسي بين 8700 مبنى مملوك ومستأجر و 215000 مجمع للسيارات. من بين الأصول العقارية التي تديرها مبنى رونالد ريغان ومركز التجارة الدولية في واشنطن العاصمة - أكبر مبنى فيدرالي أمريكي بعد البنتاغون - ومركز هارت دول إنوي الفيدرالي (الذي كان سابقًا ساحة باتل كريك سانيتاريوم. بواسطة جون هارفي كيلوج).
تشمل خطوط أعمال إدارة الخدمات العامة الأمريكية: خدمة الاستحواذ الفيدرالية (FAS) وخدمة المباني العامة (PBS)، بالإضافة إلى العديد من مكاتب الموظفين بما في ذلك مكتب السياسة على مستوى الحكومة، ومكتب استخدام الأعمال الصغيرة، ومكتب ضمان المهمة. كجزء من إدارة الخدمات العامة الأمريكية، تساعد خدمات تحويل التكنولوجيا (TTS) في إدارة الخدمات العامة الأمريكية الوكالات الفيدرالية على تحسين توصيل المعلومات والخدمات للجمهور. تشمل المبادرات الرئيسية برنامج الزملاء الرئاسيين للابتكار 18F (بما في ذلك login.gov و cloud.gov) وفيدرامب (برنامج إدارة المخاطر والتفويضات الفيدرالية) ومنصة USAGov (USA.gov و GobiernoUSA.gov) و Data.gov و Challenge.gov ونظام تصميم الويب الأمريكي و IT تحديث مراكز التميز.
اللجنة عضو في (G6 المشتريات)، وهي مجموعة غير رسمية تقود استخدام الاتفاقات الإطارية وأدوات الشراء الإلكترونية في المشتريات العامة.